# Usseau, Vienne

Usseau este o comună în departamentul Vienne, Franța. În 2009 avea o populație de 650 de locuitori.